# 内藤裕子
内藤 裕子（ないとう ゆうこ、1976年7月13日 - ）は、元NHKの職員でフリーアナウンサー。

## 人物
恵泉女学園高等学校を経て東京女子大学を卒業後、1999年入局。趣味は読書、水泳。
身長が174cmと長身である。
2013年5月28日午後8時半頃、帰宅途中に神奈川県横浜市内で歩道を歩いていたところ、乗用車とオートバイの衝突事故に巻き込まれ重傷を負う。この事故では、オートバイの男性が死亡している。
2017年5月にNHKを退職し、アナウンサー業から離れるが、2018年1月から生島企画室（現：FIRST AGENT）に所属。
カレーが大好物であり、彼女のブログでそれを知る事が出来る。

## 現在の担当番組
- Amazonオーディブル 角田光代訳 『源氏物語』シリーズ（全8巻）語り
- NHK ラジオ第2『高校講座』文学国語　朗読　月曜日・火曜日　午後07:30～07:50

## 過去の担当番組

### 熊本放送局時代
- スタジオパークからこんにちは アナウンサーにQ（1999年12月17日）
- 日本の祭 熊本・山鹿灯籠まつり リポーター（2000年8月26日）

### 大阪放送局時代
- ニュースかんさい発（2002年4月 - 2003年3月）
- NHKニュースおはよう日本［キャスター］
  - 膳場貴子の代理：2001年9月1日、2日、8日、9日
  - 中條誠子の代理：2002年8月19日 - 30日
- かんさいニュース1番（2003年4月 - 2006年3月）この番組でおはよう日本の中條の代打時にコンビを組んだ住田功一と再びコンビを組むことになる。
- おーい、ニッポン 私の・好きな・熊本県（2004年11月7日）
- 連続テレビ小説 わかば ナレーション（2004年10月 - 2005年3月）

### 東京アナウンス室時代
- NHKニュース （正午） 首都圏ローカルキャスター（主に金曜日  - 2008年3月）
- 首都圏ネットワーク
  - キャスター：2006年4月 - 2008年3月
  - 橋本奈穂子の代理：2015年9月7日 - 9日
- 小さな旅（国井雅比古アナと交替で担当 2008年4月 - 7月）
- 大河ドラマ 篤姫 篤姫紀行ナレーション（2008年）
- ドキュメント にっぽんの現場『寝台特急ラストラン』 ナレーション（2009年3月14日）
- 海外安全情報（2008年4月 - 2009年3月）
- 気象通報 16時放送分（2009年7月20日・12月23日）
- NHKニュース（午後5時）
- NHKニュース7 ニュースリーダー

19:58からの気象情報（2008年4月 - 2010年3月）
小郷知子アナウンサーと隔週交替で担当。
- 生活ほっとモーニング リポーター（2009年4月 - 2010年3月）
- 世界の名峰グレートサミッツ ナレーション（2010年 - 2013年）
- あさイチ リポーター（2010年4月 - 2012年7月）
- NHKスペシャル「がんワクチン～夢の"治療薬“への格闘～」（2012年11月18日、ナレーション）
- 民謡をたずねて
- 明日へつなげよう～被災地からの声～（2016年、ナレーション）
- BSプレミアム アーカイブス　キャスター（2012年～2015年）
- FMニュース

### さいたま放送局時代
- 今夜も生でさだまさし～なぜかさいたまさし～（2014年4月26日、0:05 - 1:35、放送局PRコーナーに出演）
- 世界で一番美しい瞬間　恵みの潮が巡るとき～フランス・モンサンミシェル～（2014年10月23日、旅人）
- 日刊!さいたまーず キャスター（2015年4月　- 2016年6月）
- 今夜も生でさだまさしスペシャル〜日本一周達成大感謝祭〜（2015年3月29日、0:05 - 5:00、これまで地域放送局で記憶に残ったアナウンサーとして福井慎二・野村正育・関口健・鈴木貴彦と共にゲスト枠で出演）
  - その他、厳密には番組ではないものの、NHK大阪放送局の各チャンネルの基点時（または開始・終了時）のコールサインアナウンスも収録しており（現在は兼清麻美アナウンサーによるアナウンス、2023年現在も放送中）、2010年9月26日付の放送終了（ラジオ第1放送・FM放送は24時間放送のためその日の夕方19時の分）まで放送された。

### フリー化以降
- 生島ヒロシのサタデー・一直線（2018年4月 - 2019年3月30日、TBSラジオ）
- 踊る!さんま御殿!!（日本テレビ、2018年6月12日）
- ドラマ×マンガ　戦争めし（NHK BSプレミアム、2018年8月11日）アナウンサー、常連客役
- 爆報! THE フライデー（TBS、2018年10月12日）
- ザ・ノンフィクション～期待して裏切られて傷ついて泣いて～（前編）（フジテレビ、2018年10月14日、ナレーション）
- ザ・ノンフィクション～期待して裏切られて傷ついて泣いて～（後編）（フジテレビ、2018年10月21日、ナレーション）
- 踊る!さんま御殿!!（日本テレビ、2019年2月19日）
- ザ・プレミアム　行くぞ！最果て！秘境×鉄道ミニ～カナダ・メキシコ・ノルウェー・アラスカ・シルクロード・ボリビア・アフリカ・モンゴル（NHK BSプレミアム、2019年4月12日 - 26日、ナレーション）
- BSフジサンデースペシャル「ザ・ノンフィクション」特別編（BSフジ、2019年5月5日、ナレーション）
- 林修のニッポンドリル（フジテレビ、2019年5月15日）
- 爆報! THE フライデー（TBS、2019年7月26日）
- 行くぞ!最果て!秘境×鉄道ミニ～カナダ～（NHK BSプレミアム、2019年8月19日 - 22日、ナレーション）
- 奇跡の歌声！岡本知高　ピカソと共に歌う（BSフジ、2019年8月24日、ナレーション）
- とにかく壁紙の話（TBSラジオ、2020年1月17日・24日・31日、ゲスト）
- サンスター 文化の泉 ラジオで語る昭和の文化（TBSラジオ、2019年4月7日～2020年3月30日）
- NHK高校講座（いつでもどこでも高校講座2020）（NHK Eテレ、2020年3月23日、3月30日）
- 家事ヤロウ!!! （テレビ朝日、2020年6月3日・7月15日・8月11日・10月21日・2021年2月3日・3月24日・11月30日）
- 100分de名著　ペストの記憶（NHK Eテレ、2020年9月7日～9月28日、ナレーション）
- 超逆境クイズバトル!! 99人の壁（フジテレビ、2021年4月24日）
- 100分de名著 論語と算盤（NHK Eテレ、2021年4月5日～4月26日、ナレーション）
- あしたも晴れ！人生レシピ（NHK Eテレ、2021年10月15日）
- 食彩の王国　母に捧げるカレー物語（テレビ朝日、2022年6月18日）
- 垣花正 あなたとハッピー!（ニッポン放送、2022年7月7日、トークコーナーゲスト）
- リモートシェフ（BSフジ、2022年7月17日、クッカー出演）
- 浜美枝のいつかあなたと（文化放送、2022年7月17日、ゲスト）
- ONE　MORNING（TOKYOFM/JFN 、2022年7月20日、ゲスト）
- SARAYA　ENJOY！NATURAL　STYLE（J-WAVE、2022年7月24日、ゲスト）
- もしもで考えるなるほど！なっとく塾～もしも毎日カレーを食べたら？（BSフジ、2022年8月20日、ゲスト）
- うどうのらじお（ニッポン放送、2022年9月9日、有働由美子夏季休暇時の代理パーソナリティ）
- ウィーン アートの旅 クリムト 黄金絵画の輝き（NHK BS4K、2022年11月30日、ナレーション）
- 1周回って知らない話　2時間SP！（日本テレビ、2023年5月10日、ゲスト）
- 行くぞ！最果て！秘境×鉄道３０min「マレー鉄道東海岸線」「サバ州率鉄道」（NHKBSP/４K、ナレーション）
- 公開収録 出張カフェ「みんなの手話」in東京（NHK Eテレ、2023年3月15日、MC）
- 100分de名著　放浪記（2023年7月3日～7月24日、ナレーション）
- 午前0時の森～おかえり、こっち側の集い（日本テレビ、2023年～2024年3月26日、ナレーションレギュラー）
- 「100分de名著　百人一首」ナレーション（NHK Eテレ、2024年11月４日〜11月25日）
- 謎解き！ヒミツの至宝さん～クリムトの黄金絵画（NHKBS８K、2025年1月26日、案内人・ナレーション）

## 著書
- 内藤裕子のカレー一直線! ! （池田書店、2022/6/13 、ISBN 978-4262130750）